# Shizuo Kakutani
Shizuo Kakutani (japonès: 角谷静夫)  (Osaka, 28 d'agost de 1911 - New Haven, 17 d'agost de 2004) va ser un matemàtic japonès de naixement, nacionalitzat estatunidenc.

## Vida i Obra
El seu pare, que era advocat, volia que estudiés dret, per això no va fer els estudis secundaris científics, motiu pel qual no va poder ingressar a les universitats imperials de Tòquio o Kyoto i va haver de fer els estudis de matemàtiques a la Universitat de Tohoku, a la ciutat de Sendai, en la qual es va graduar el 1934. A continuació va ser professor de la universitat d'Osaka, en la qual va treballar amb Kōsaku Yosida. Alguna de les seves obres va arribar a mans de Hermann Weyl i, el 1940, el va invitar a anar a l'Institut d'Estudis Avançats de Princeton durant dos anys. La creixent tensió als Estats Units durant la Segona Guerra Mundial, va fer que patís un episodi estrany l'estiu de 1941, en ser detingut, juntament amb Paul Erdős i Arthur Harold Stone, quan passejaven per una zona restringida d'una platja de Long Island propera a una emissora de ràdio. A final d'any, amb l'atac a Pearl Harbor i la conseqüent declaració de guerra, es va convertir en súbdit d'una potència enemiga i va ser obligat a abandonar els Estats Units i embarcat en un vaixell suec que travessava l'oceà Atlàntic. La travessia fins al Japó va ser llarga i penosa, patint sempre per no ser torpedinats pels submarins nazis. Kakutani va invertir el temps en escriure demostracions de teoremes, quan en tenia alguna acabada, la posava en una ampolla i ho tirava a la mar, amb un missatge per a que fos enviat a Princeton. Cap d'aquests escrits s'ha recuperat.
En retornar al Japó, va continuar de professor a la universitat d'Osaka, en la qual, a més, va obtenir el doctorat. El 1948 va rebre una nova invitació de Princeton per un any, acabat el qual va decidir romandre als Estats Units. Des de 1949 fins a la seva jubilació el 1982 va ser professor de la universitat Yale. En jubilar-se, es va quedar a viure a New Haven on va morir l'any 2004.
Kakutani va publicar més d'un centenar d'articles científics. Els seus treballs més influents van ser en teoria de la probabilitat, especialment en els camps de l'anàlisi funcional, els processos de Markov, el moviment brownià i la teoria ergòdica (en la qual va desenvolupar el mètode avui conegut com gratacel de Kakutani, que facilita la comprensió de les propietats dels processos estocàstics). També va publicar treballs notables en els camps de l'anàlisi complexa i la topologia. En aquest darrer camp, el 1941 va demostrar el teorema del punt fix de Kakutani, que va ser fonamental en el treball sobre l'equilibri de Nash del matemàtic John Forbes Nash.
Kakutani també va ser admirat com a professor de cursos avançats. Els estudiants dels seus cursos d'anàlisi sovint deien que consideraven les seves classes com el punt més alt de la seva educació a Yale, malgrat la naturalesa desafiant dels problemes que assignava. En una ocasió, mentre donava classe, va escriure un lema a la pissarra i va dir que no el demostrava perquè era trivial; quan un dels seus alumnes li va dir que no ho veia trivial i li va preguntar per la demostració, se'n va donar compte que no encertava com fer-la, va demanar disculpes i va posposar el problema per a una classe següent. Sense dinar, se'n va anar a la biblioteca i, després de molta feina (no hi havia internet en aquell temps) va trobar un article de 1942 on estava afirmat el lema: com demostració, l'autor havia escrit: Exercici per al lector. L'autor de l'article era Shizuo Kakutani!